# 余芊慧
余芊慧（1995年5月8日—），台灣女子羽毛球選手。畢業於臺北市立大同高級中學，現就讀於臺北市立大學。

## 簡歷
2017年3月，余芊慧出戰波蘭羽毛球公開賽，與張莘恬合作打進女雙比賽決賽。

## 主要比賽成績
只列出曾進入準決賽的國際賽事成績：
| 年份   | 賽事                   | 公開賽級別 | 項目     | 搭檔   | 成績   |
| ------ | ---------------------- | ---------- | -------- | ------ | ------ |
| 2011年 | 亞洲青年羽毛球錦標賽   | 其他       | 混合團體 | －     | 季軍   |
| 2017年 | 波蘭羽毛球公開賽       | 國際挑戰賽 | 女子雙打 | 張莘恬 | 亞軍   |
| 2018年 | 雪梨羽毛球國際賽       | 國際系列賽 | 女子雙打 | 彭莉婷 | 亞軍   |
| 2018年 | 世界大学生羽毛球锦标赛 | 其他       | 混合團體 | －     | 季軍   |
| 2018年 | 世界大学生羽毛球锦标赛 | 其他       | 女子雙打 | 張莘恬 | 冠軍   |
| 2018年 | 世界大学生羽毛球锦标赛 | 其他       | 混合雙打 | 李芳任 | 亞軍   |
| 2018年 | 美國羽毛球國際挑戰賽   | 國際挑戰賽 | 女子雙打 | 洪詩涵 | 亞軍   |
| 2019年 | 雪梨羽毛球國際賽       | 國際系列賽 | 混合雙打 | 柏禮維 | 準決賽 |
| 2022年 | 台北羽毛球公開賽       | 超級300賽  | 女子雙打 | 宋碩芸 | 準決賽 |
| 2022年 | 比利時羽毛球國際賽     | 國際挑戰賽 | 女子雙打 | 宋碩芸 | 準決賽 |
| 2022年 | 波蘭羽毛球國際賽       | 國際系列賽 | 女子雙打 | 宋碩芸 | 亞軍   |
| 2022年 | 雪梨羽毛球國際賽       | 國際系列賽 | 女子雙打 | 宋碩芸 | 冠軍   |
| 2022年 | 本迪戈羽毛球國際賽     | 國際挑戰賽 | 女子雙打 | 宋碩芸 | 準決賽 |
| 2022年 | 北港羽毛球國際賽       | 國際挑戰賽 | 女子雙打 | 宋碩芸 | 冠軍   |
| 2023年 | 古瓦哈蒂羽毛球大師賽   | 超級100賽  | 女子雙打 | 宋碩芸 | 亞軍   |
| 2024年 | 高雄羽球大師賽         | 超級100賽  | 女子雙打 | 宋碩芸 | 亞軍   |
| 2024年 | 海洛羽球公開賽         | 超級300賽  | 女子雙打 | 宋碩芸 | 冠軍   |

| 2007-2017年 | 首要超級賽 | 超級賽 | 黃金大獎賽 | 大獎賽 | 國際挑戰賽 | 國際系列賽 | 未來系列賽 | 其他 |

| 2018-2026年 | 總決賽 | 超級1000賽 | 超級750賽 | 超級500賽 | 超級300賽 | 超級100賽 | 國際挑戰賽 | 國際系列賽 | 未來系列賽 | 其他 |